# Kananga (Congo-Kinshasa)
Kananga, voorheen Luluaburg en Malandji, is de hoofdstad van de provincie Centraal-Kasaï in Congo-Kinshasa. Volgens de VN-missie in Congo (MONUC) telt de stad 1,9 miljoen inwoners. Lokaal staat de stad bekend als Kananga-Malandji of Kananga-Malandji wa Nshinga, waarbij 'nshinga' ("kabels") staat voor de hoogspanningskabels van Inga-Shaba, waarmee Kolwezi en Zuid-Kasaï worden verbonden met de Inga-dam.
De stad is gelegen aan de rivier de Lulua en aan de spoorlijn Ilebo – Lubumbashi op kaapsspoor.
Het is een belangrijk commercieel en bestuurlijk centrum en de belangrijkste stad van West-Kasaï.
Er is een luchthaven.
Het is tevens de zetel van het aartsbisdom Kananga.

## Geschiedenis
De stad werd gesticht aan de linkeroever van de Lulua als het Pogge-Station door de Duitse ontdekkingsreizigers Hermann von Wissmann en Paul Pogge, die de plek in 1881 aandeden tijdens hun trek van Oost- naar West-Afrika voor het Deutsche Afrikanische Gesellschaft (DAG). Von Wissmann trok verder, terwijl Pogge bleef achter, om in 1884 wegens het uitblijven van ondersteuning door de DAG ziek te vertrekken en kort daarop te sterven. Von Wissman keerde op 8 november 1884 terug naar het Pogge-Station in opdracht van de Belgische koning Leopold II, die hem de opdracht gaf om de Kasaï verder te onderzoeken, overigens in competitie met de DAG, die de expeditie Kund-Tappenbeck-Büttner had uitgestuurd naar het gebied. Von Wissmann, die onder andere vergezeld werd door de Belg Adolphe de Macar, hernoemde het station naar Malandji, een naam die werd aangedragen door zijn 400 dragers, die uit de Angolese stad Malanje kwamen.
Het vormde daarop de bestuurspost van het district Kasaï. De eerste jaren waren er regelmatig spanningen tussen de kolonisten en de omringende bevolking, die soms leidden tot gewapende conflicten, waarbij Macar tijdens een van deze confrontaties bijna werd gedood. Daarnaast was er de dreiging van invallen van Arabische slavenhandelaren, die in de jacht op slaven en ivoor doordrongen tot het Grote Merengebied en veel beter bewapend waren dan de lokale bevolkingsgroepen. In 1890 werd daarop besloten tot de oprichting van een militaire post in de buurt van de plaats, die uiteindelijk verrees bij Lusambo, die werd gevolgd door de Veldtochten van de Kongo-Vrijstaat tegen de Arabo-Swahili (1892-1894). Nadat Ngongo Leteta, het hoofd van de Batetela-politiemacht in de plaats, contact zocht met de Arabieren en dit verraad werd ontdekt, werd hij geëxecuteerd. De ongeveer 400 Batetela-politietroepen kwamen daarop echter in opstand. Deze opstand van de Batetela in Luluaburg startte in 1895 en duurde voort tot november 1896, toen de laatste Batetela-troepen werden verslagen.
Begin 20e eeuw werd een spoorlijn aangelegd op de andere oever van de rivier. Het station werd daarop daarnaartoe verplaatst en er ontstond een plaats, die de naam Luluaburg kreeg, naar het treinstation dat werd gebouwd aan de spoorlijn. De oude locatie wordt nu Malandji-Makulu ('Oud-Malandji') genoemd.
Bij de Belgo-Congolese rondetafelconferentie van 1960, waarbij gesproken werd over de onafhankelijkheid van Belgisch-Congo, werd besloten de hoofdstad van het nieuwe land van Kinshasa naar Luluaburg te verplaatsen vanwege de meer centraal gelegen positie. Wegens de afscheidingspoging door Albert Kalonji, die Zuid-Kasaï onafhankelijk verklaarde, werd dit besluit nooit doorgevoerd. Luluaburg werd de hoofdstad van de kortstondige republiek, die in 1962 werd veroverd door de centrale overheid, waarop Luluaburg tot hoofdstad van de nieuwe provincie West-Kasaï werd gemaakt.
In 1966 ondernam Mobutu Sese Seko een poging om de Congolese steden minder Europese namen te geven en zo de "authenticiteit" van de Congolese identiteit te herwinnen (afrikanisering), waarbij de naam Luluaburg werd veranderd naar Kananga.

## Geboren
- Léonard Mulamba (1928-1986), militair en politicus
- Marie Myriam (1957), zangeres

Sankuru · Bas-Uele · Kongo Central · Kwango · Kwilu · Mai-Ndombe · Kinshasa · Kasaï · Lulua · Kasaï oriental · Lomami · Maniema · Zuid-Kivu · Noord-Kivu · Ituri · Haut-Uele · Tshopo · Noord-Ubangi · Mongala · Zuid-Ubangi · Evenaarsprovincie · Tshuapa · Tanganyika · Haut-Lomami · Lualaba · Haut-Katanga